# Segunda cruzada sueca
La segunda cruzada sueca fue una posible expedición militar del siglo XIII en contra de los Tavastianos en lo que actualmente corresponde al territorio de Finlandia. Fue liderada por Birger Jarl, noble y regente del territorio sueco desde el año 1250. Pese a las investigaciones desarrolladas en torno al tema, aún existe controversia en relación con los detalles de la cruzada. Tras dicha expedición, Tavastia gradualmente comenzó a caer bajo el mandato de la Iglesia católica y el reino sueco.